# Augusto Panighi
Augusto Panighi (Bologna, 1908 – Bologna, 1979) è stato un progettista e architetto italiano.

## Biografia

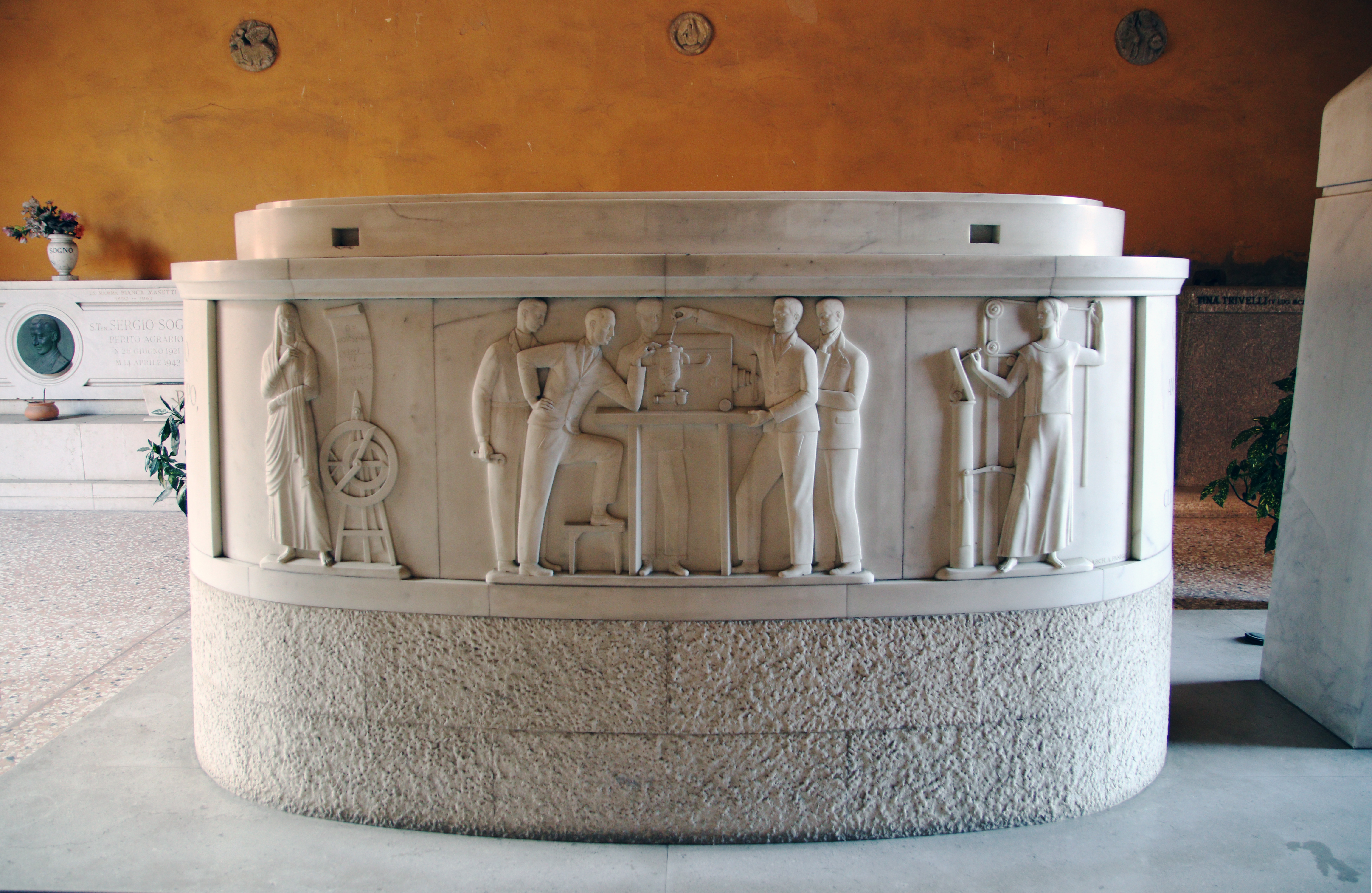
Il monumento Weber

Allievo di Edoardo Collamarini, Augusto Panighi studiò all'Accademia di Belle Arti di Bologna.
Come architetto collaborò spesso con Alberto Legnani, di cui fu anche assistente. Professore di disegno architettonico e raffinato disegnatore, era sollecitato per disegni prospettici che realizzava all'acquerello.
Nella Certosa di Bologna sono conservate alcune sue opere, tra le quali il monumento Weber, scolpito da Venanzio Baccilieri su progetto di Panighi nel 1954-57 e considerato tra le opere di maggior pregio del cimitero monumentale. Sempre in Certosa, progettò i monumenti funebri Forni e Legnani, la Cappella Filicori del 1959 e la Cripta Morini del 1968.
Tra i suoi progetti architettonici, villa Buini, nel Quartiere Santo Stefano di Bologna.